# Myrmecia flavicoma
Espèce

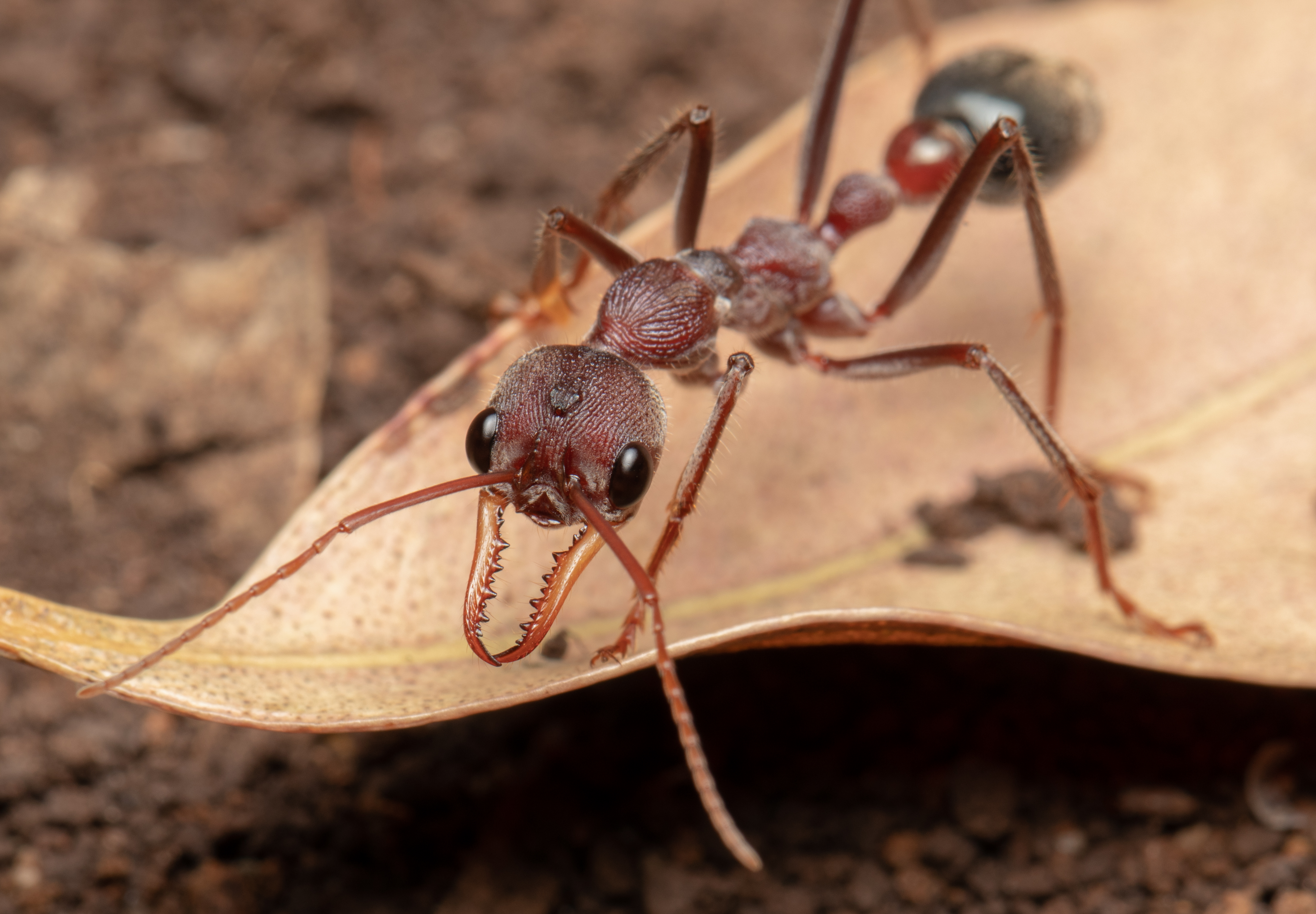
Myrmecia flavicoma dans les monts Bunya en Australie. Février 2021.

Myrmecia flavicoma est une espèce de fourmis originaire d'Australie. Les plus fortes populations de cette fourmi géante se trouvent sur la côte Est du pays, entre les villes de Rockhampton et Newcastle.
L'espèce est décrite pour la première fois en 1861 par Julius Roger (d) (1819–1865), médecin et entomologiste allemand, collaborateur d'Ernst Gustav Kraatz.

## Nom vernaculaire et classement
Du fait de son agressivité, cet insecte social est aussi connu sous le nom vernaculaire de « fourmi bouledogue ».
La Fourmi bouledogue appartient au genre Myrmecia, à la sous-famille Myrmeciinae.
La plupart des ancêtres des fourmis du genre Myrmecia n'ont été retrouvés que dans des fossiles, à l’exception de Nothomyrmecia macrops, seul parent vivant actuellement.

## Biologie
La taille des ouvrières de l'espèce Myrmecia flavicoma varie de 21 à 22 mm de long. Myrmecia flavicoma présente une tête et un thorax rouges, un abdomen noir, des antennes et des pattes d'un jaune tirant vers le brun. Ses mandibules sont jaunes. Son corps est couvert de poils jaunes épars et fins ; cette pubescence peut être d'un jaune doré et très abondante au niveau de l'abdomen.